# موکاچوو (شهرستان کوگارچینسکی، باشقیرستان)
موکاچوو (انگلیسی: Mukachevo, Kugarchinsky District, Republic of Bashkortostan) یک شهرک در شهرستان کوگارچینسکی جمهوری باشقیرستان در کشور روسیه است.